# گنوسنس
گنوسِنس (به انگلیسی: gNewSense) یک توزیع لینوکس مبتنی بر دبیان است، هدف از طراحی این سیستم‌عامل، همراه داشتن ساختار کاربرپسند اوبونتو با این تفاوت که فاقد نرم‌افزارهای غیرآزاد و مالکیتی است. بنیاد نرم‌افزار آزاد سعی می‌کند تا گنوسنس یکی از توزیع‌های لینوکس باشد که کاملاً از نرم‌افزارهای آزاد استفاده می‌کند. گنوسنس موضع نسبتاً سختی در برابر نرم‌افزارهای مالکیتی می‌گیرد. به عنوان مثال، هرگونه مستندی که آموزش نصب نرم‌افزار مالکیتی را می‌دهد، حذف شده‌است.

## تاریخچه
پروژه در ۲۰۰۶ توسط برایان برزیل و پائول اومالی راه اندازی شد. گنوسنس اصالتاً بر مبنای ابونتو بود. از زمان انتشار نسخه ۱٫۰ ،بنیاد نرم‌افزار آزاد در توسعه گنوسنس همکاری می‌کند. بعد از اینکه پس از گذر ۲ سال نسخه ای منتشر نشده بود، در ۸ اوت ۲۰۱۱، دیستروواچ گنوسنس را به عنوان توزیع «خاموش» دسته‌بندی کرد. در سپتامبر ۲۰۱۲، دیستروواچ وضعیت این توزیع را مجدداً به حالت «فعال» تغییر داد و در ۶ اوت ۲۰۱۳، اولین ورژن مستقیماً برمبنای دبیان، گنوسنس ۳ به نام پارکز انتشار یافت. براساس چندین گفتگو در فروم‌های تریسکل گفته می‌شود که گنوسنس مجدداً غیرفعال شده‌است، که می‌دانیم تا ۲۰۱۷ فعالیتی توسط گنوسنس مشاهده نمی‌شد.

## جنبه‌های تکنیکی
به‌طور پیش فرض گنوسنس از گنوم استفاده می‌کند. رابط کاربر گرافیکی می‌تواند با انتخاب کاربر از میان X display manager, window managers و دیگر محیط‌های دسکتاپ موجود برای نصب از طریق مخازن میزبانش شخصی‌سازی شود. نصاب Ubiquity امکان نصب بر روی هارد دیسک را از طریق محیط لوح زنده بدون نیاز به راه اندازی مجدد (ری استارت) کردن کامپیوتر پیش از فرایند نصب را می‌دهد. علاوه بر ابزارهای استاندارد سیستمی و برنامه‌های کاربری کوچک دیگر، گنوسنس به صورت پیش فرض این برنامه‌ها را نصب می‌کند:مجموعه کاربردی لیبره آفیس، مرورگر اینترنت گنوم وب، نرم‌افزار پیام رسان Empathy، گیمپ برای ویرایش عکس‌ها و دیگر فعالیت‌های گرافیک شطرنجی. ابزارهای رایج توسعه نرم‌افزار مشتمل بر جی‌سی‌سی و غیره به صورت پیش فرض نصب هستند.

### نصب
برای استفاده از سیستم عامل می‌شود از لوح زنده استفاده و سپس آن را بر روی دیسک سخت نصب کرد. همچنین CD Imageها برای دانلود موجود می‌باشند.

### نسخه‌ها
گنوسنس تا به حال ۴ نسخه اصلی را منتشر کرده‌است.
| نسخه | نام کد | تاریخ انتشار | تاریخ پشتیبانی | مبنی بر                    | معماری پشتیبانی شونده        |
| ---- | ------ | ------------ | -------------- | -------------------------- | ---------------------------- |
| 1.0  | DeltaD | 2006-11-02   | 2008-05-01     | Ubuntu 6.06 "Dapper Drake" | N/A                          |
| 2.0  | DeltaH | 2008-04-30   | 2014-01-03     | Ubuntu 8.04 "Hardy Heron"  | N/A                          |
| 3    | Parkes | 2013-08-06   | 2015-12-31     | Debian 6.0 "Squeeze"       | i386, amd64, Lemote Yeeloong |
| 4.0  | Ucclia | 2016-05-02   | 2018-05-31     | Debian 7 "Wheezy"          | i386, amd64, Lemote Yeeloong |

در ۲۰۱۶، گنوسنس اعلان کرد که نسخه بعدی ۵٫۰ خواهد بود.

## مقایسه با توزیع‌های دیگر
مخازن نرم‌افزاری غیرآزاد توسط پروژه gNewSense ارائه نشده‌است، و بیشتر مستندات و آثار غیر آزاد حذف شده‌اند. در حالی که این توزیع بر اساس اوبونتو بود، مخزن پکیج "Universal" به‌طور پیش فرض فعال شده بود. به منظور جلوگیری از مشکلات علامت تجاری که از اصلاح موزیلا فایرفاکس ناشی می‌شد، gNewSense 1.1 آن را به عنوان "BurningDog" مجدداً نام‌گذاری کرد. همچنین BurningDog، پلاگین‌های غیر آزاد مانند Adobe Flash را برای رسانه‌های مختلف تحت وب پیشنهاد نمی‌دهد. gNewSense 2.0 سپس BurningDog را رها و مرورگر وب Epiphany را به تصویب رساند. (بعد به سادگی به «وب» تغییر نام داد)، یک جزء از گنوم، به عنوان برنامه مرورگر پیش فرض آن که با پیشنهادها و دستورالعمل‌هایی برای کامپایل و اجرای گنو آیس‌کت در آن توزیع گنجانیده می‌شود. gNewSense 3.0 مرورگر Web را به عنوان پیش فرض حفظ کرد، و همچنین همراه با نسخهٔ اصلاح شده Iceweasel Debian را نیز ارائه می‌شود که دسترسی به مجوزهای اختصاصی را ارائه نمی‌دهد.
دبیان توزیع دیگر ازگنو/لینوکس هست که به عنوان توزیعی دارای الزامات مجوز دقیق و پیروی از اصول نرم‌افزار آزاد شناخته شده‌است. در حالی که هر دو دبیان و gNewSense دقیقاً نرم‌افزارهای غیر آزاد و لکه دودویی را از انتشار رسمی شان حذف می‌کنند، دبیان مخازن غیررسمی نرم‌افزارهای غیر آزاد و باینری‌های سفت‌افزاری را نگهداری و میزبانی می‌کند؛ و نرم‌افزار آزاد دبیان گاهی به نرم‌افزار مالکیتی بستگی دارد یا نصب اختیاری آن‌ها را، تحت این نظریه که اختیار اطلاع خود کاربران در مورد استفاده از چنین نرم‌افزارهایی باید اولویت باشد، توصیه می‌کند؛ همان‌طور که در بند ۵ قرارداد اجتماعی دبیان بیان شده‌است. (هرچند مدیریت پروژه دموکراتیک دبیان این موضع را تبدیل به یک منبع اختلاف منظم کرده‌است)
gNewSense، در مقابل، هیچ بسته‌ای ارائه نمی‌دهد که به استفاده از نرم‌افزار غیر آزاد، سفت افزار، برنامه‌های افزودنی، افزونه‌ها یا پلاگین‌های غیر آزاد بستگی داشته باشد همچنین آن‌ها را پیشنهاد هم نمی‌دهد و همچنین پروژه gNewSense دسترسی به نرم‌افزار مالکیتی را برای هر دلیلی فراهم نمی‌کند، چرا که این را لغو تعهد به توسعه جنبش نرم‌افزار آزاد می‌داند. همانند دبیان، سیاست‌های gNewSense اجازه نمی‌دهد شامل مستنداتی شود که تحت پروانه مستندات آزاد گنو با بخش‌های غیرمجاز مجوز دارند، انتشار یابند. که این شامل بسیاری از کتابچه‌ها و مستندات منتشر شده توسط پروژه گنو است.
در حالی که gNewSense در ابتدا از اوبونتو (که در اصل یک شاخه دبیان بود) به عنوان یک نتیجه از فعالیت پیشین پائول اومالی بر روی اوبونتو بود، توزیع gNewSense 3.0، دبیان را به عنوان پایه برای توزیع نرم‌افزار خود دنبال کرده‌است. بخشی از این به این دلیل است که پروژه دبیان به دقت نرم‌افزار آزاد را در توزیع رسمی اش از نرم‌افزار مالکیتی که دسترسی به آن را با حسن نیت ارائه می‌دهد، تفکیک می‌کند. در واقع، بسیاری از بسته‌ها، از جمله بسته‌های مخصوص Debian (مانند Iceweasel و Icedove)که به gNewSense منتقل شده، به سادگی اصلاح می‌شوند به گونه ای که آن‌ها دیگر چنین دسترسی با حسن نیتی را به گزینه‌های نرم‌افزاری غیر آزاد موجود ارائه نمی‌دهند.

## محدودیت‌ها
از آنجا که مخازن gNewSense تنها شامل نرم‌افزار آزاد است، پشتیبانی از سخت‌افزار که نیاز به سفت افزار دارد و برای آن هیچ سفت افزار آزادی وجود ندارد (مانند برخی از کارت‌های شبکه‌های بی‌سیم) در دسترس نیست.
تا ۱ مه ۲۰۰۸، گرافیک 3D(گرافیک سه‌بعدی رایانه‌ای) و پشتیبانی برنامه به‌دلیل مسائل صدور مجوزی با Mesa 3D داشت نیز حذف شده‌است پس از ۱۳ ژانویه ۲۰۰۹، این مسائل حل شد و پشتیبانی 3D از استاندارد ۲٫۲ شروع شد.

## دیدگاه‌ها
جسی اسمیت از DistroWatch در بررسی gNewSense 3.0 در ماه اوت ۲۰۱۳ اشاره کرد که بسیاری از برنامه‌های موجود، از جمله OpenOffice.org 3، کرنل لینوکس ۲٫۶٫۳۲ لینوکس دبیان (بر اساس ابزار لینوکس لیبر)، Iceweasel 3.5 و گنوم ۲٫۳۰ کاملاً منقضی شده بودند. اسمیت این بررسی را با کلمات زیر به پایان رساند:
 به‌طور کلی، در مورد gNewSense 3.0 راضی بودم. بر اساس دبیان، توزیعی را می‌توان در نظر گرفت که عملکرد با ثبات و اجرای شگفت‌انگیزی را ارائه دهد. توزیع سبک، سریع و بدون دردسر است. طرف تلنگر این سیستم، نصاب سیستم gNewSense است و ابزارهای مدیریت پیش فرض بر روی کابران با تجربه بیشتر تمرکز کرده‌اند و احتمالاً منحنی یادگیری شیب داری را برای تازه کاران لینوکس ایجاد کند. ابزارهای زیادی خودکار نشده‌اند، و حداقل میزان کمک برای یادگیری وجود دارد. ویژگی اصلی gNewSense، عدم وجود نرم‌افزار مالکیتی، همچنین یک تیغه دو لبه است. از یک طرف، این بدان معنی است که کل سیستم عامل را می‌توان حسابرسی، اصلاح و توزیع کرد. این از دیدگاه آزادی نرم‌افزار عالی است. واقعیت این است که توزیع می‌تواند بیشترین فرمت‌های چند رسانه ای را اجرا کند و اینکه محتوای فلش را به نسبت خوبی پوشش می‌دهد، یک علامت قدرت نرم‌افزار آزاد و متن باز است. یکی از مشکلات من با سیاست نرم‌افزار gNewSense در رابطه با کارت شبکه بی‌سیم من بود. اکثر توزیع‌ها با سفت افزار غیر آزاد اینتل همراه است، اما gNewSense آن را شامل نمی‌شود و این بدان معنی است که این توزیع مناسب با لپ تاپ من نیست. از سوی دیگر، این یک تطابق عالی با سیستم دسکتاپ من است.
ریچارد استالمن (مؤسس و رهبر بنیاد نرم‌افزار آزاد) از تاریخ ژانویهٔ ۲۰۱۰ تا حداقل آوریل ۲۰۱۴ از گنوسنس استفاده می‌کرد، سپس او به توزیع تریسکل مهاجرت کرد.
Serdar Yegulalp توزیع gNewSense را در InfoWorld بررسی کرد. او گفت:
پایه gNewSense توزیع Debian است که پیشتر شامل حباب‌های دودویی مالکیتی و نرم‌افزارهای غیر آزاد است، که دسترسی به آن‌ها را از طریق مخازن فراهم می‌کند.
اما gNewSense فراتر می‌رود: چرا که حتی دسترسی به چنین نرم‌افزارهایی را در مخازن خود مقدور نمی‌سازد. مستندات آن نیز شامل مواردی است که سازگار با مجوز مستندات آزاد گنو است.
در یک پست در شبکه شبکه جهانی gNewSense 3.1 در فوریه ۲۰۱۴، برین لاندوکا این توزیع لینوکس با کلمات زیر را بررسی کرد:
در حقیقت، نصب و راه اندازی gNewSense - به لطف بخش بزرگی از استفاده از نسخه‌های قدیمی تر و سبک‌تر از نرم‌افزارهای رایج - فوق‌العاده سریع و به طرز شگفت‌انگیزی غیر مالیاتی برای سخت‌افزار شما است. کل سیستم، زمانی که بدون نرم‌افزارهای اضافی وارد سیستم می‌شود، از حدود ۱۰۵  مگابایت RAM استفاده می‌کند؛ بنابراین این توزیع کوچک جسور خیلی خوب بر روی سخت‌افزارهای نسبتاً ضعیف کار خواهد کرد.

- اوتوتو
- تریسکل
- فهرست توزیع‌های لینوکس
- بحث نام‌گذاری گنو/لینوکس

1. 
2. 
3. 
4. 
5. 
6. 
7. 
8. 
9. 
10. 
11. 
12. 
13. 
14. 
15. 
16. 
17. 
18. 
19. 
20. 
21. 
22. 
23. 
24. 
25. 
26. 
27. 

- مشارکت‌کنندگان ویکی‌پدیا. «gNewSense». در دانشنامهٔ ویکی‌پدیای انگلیسی، بازبینی‌شده در ۹ می ۲۰۱۰.

- وبگاه گنوسنس